# Piotr de Bourbon
Piotr de Bourbon (ur. 1311, zm. 19 września 1356) – książę Burbonii, najstarszy syn hrabiego Ludwika I, księcia Burbonii, i Marii d’Avesnes.
Poległ w czasie szarży na pozycje Anglików w bitwie pod Poitiers. Prawdopodobnie cierpiał na zaburzenia psychiczne, które odziedziczył po nim syn Ludwik i córka Joanna oraz jej syn - król Karol VI Szalony.

## Dzieci
25 stycznia 1326 ożenił się z Izabellą de Valois - córką Karola de Valois i jego trzeciej żony Mahaut de Châtillon. Doczekał się z żoną siedmiu córek i jednego syna:
- Ludwik II (1337–1410) – książę Burbonii
- Joanna (1337–1378) – żona Karola V Mądrego, króla Francji
- Blanka (1339–1361) – żona Piotra I Okrutnego, króla Kastylii
- Bonne (1341–1402) – żona Amadeusza VI, hrabiego Sabaudii
- Catherinne (1342–1427) – żona Jana VI, hrabiego Harcourt i Aumale, barona Elbeuf
- Marguerite (1344–po 1416) – żona Arnaud, pana Albret i hrabiego Dreux, matka Karola d’Albret
- Isabelle (1345)
- Marie (1347–1401), zakonnica w Poissy